# Cezary Olejniczak
Cezary Roman Olejniczak (ur. 12 października 1972 w Łowiczu) – polski rolnik, samorządowiec i polityk, poseł na Sejm VII kadencji.

## Życiorys
W 1999 ukończył studia w Szkole Głównej Handlowej w Warszawie na kierunku Międzynarodowe Stosunki Gospodarcze i Polityczne. Pracował w Agencji Rynku Rolnego, w latach 2002–2007 na stanowisku dyrektora. Następnie zaczął prowadzić prywatne gospodarstwo rolne.
Wstąpił do Sojuszu Lewicy Demokratycznej, wszedł w skład władz regionalnych tego ugrupowania. W latach 1998–2002 był radnym gminy Bielawy. W 2010 został wybrany do sejmiku łódzkiego IV kadencji. W 2011 kandydował w wyborach parlamentarnych z ostatniego miejsca na liście komitetu wyborczego SLD w okręgu sieradzkim i uzyskał mandat poselski. Oddano na niego 7082 głosy.
W 2014 tygodnik „Polityka” na podstawie rankingu przeprowadzonego wśród polskich dziennikarzy parlamentarnych wymienił go wśród 10 najlepszych posłów, podkreślając dużą aktywność na polu wielu komisji i podkomisji oraz zaangażowanie w sprawy rolnictwa. W wyborach w 2015 Cezary Olejniczak nie uzyskał poselskiej reelekcji. W wyborach samorządowych w 2018 bezskutecznie kandydował do sejmiku łódzkiego, a w wyborach w 2019 ponownie był kandydatem SLD do Sejmu.

## Życie prywatne
Jest żonaty, ma dwóch synów. Jest starszym bratem Wojciecha Olejniczaka.